# Moscow (filme)
Moscow é um filme brasileiro de drama dirigido por Mess Santos, lançado no dia 11 de novembro de 2021 na plataforma Prime Video. É estrelado por Thaila Ayala e Ludmilla. O filme se passa em um universo inspirado nos quadrinhos.

## Sinopse
Em Moscow, Val (Thaila Ayala) é uma mulher de personalidade marcante, gerente do Clube Noturno que carrega o nome título do filme, Moscow Club. Orfã ainda muito nova, ela foi acolhida pelo mafioso Tony (Werner Schünemann), proprietário do estabelecimento. Sob um contexto de cidade grande, marcado pela violência, toda a trama se passa em uma só noite de casa cheia, onde tudo pode acontecer e a força de Val será testada.

## Produção
A produção é uma parceria entre a Prime Video e o diretor Mess Santos . O filme é ambientado no Club Moscow que da o nome ao filme. As gravações ocorreram em 12 dias, e devido ao cenário pós-pandêmico, parte dos figurantes do longa-metragem foram compostos por manequins realísticos.

## Lançamento
Em 11 de novembro de 2021, o filme foi lançado pela plataforma de streaming Prime Video.